# Kreischau (Lützen)

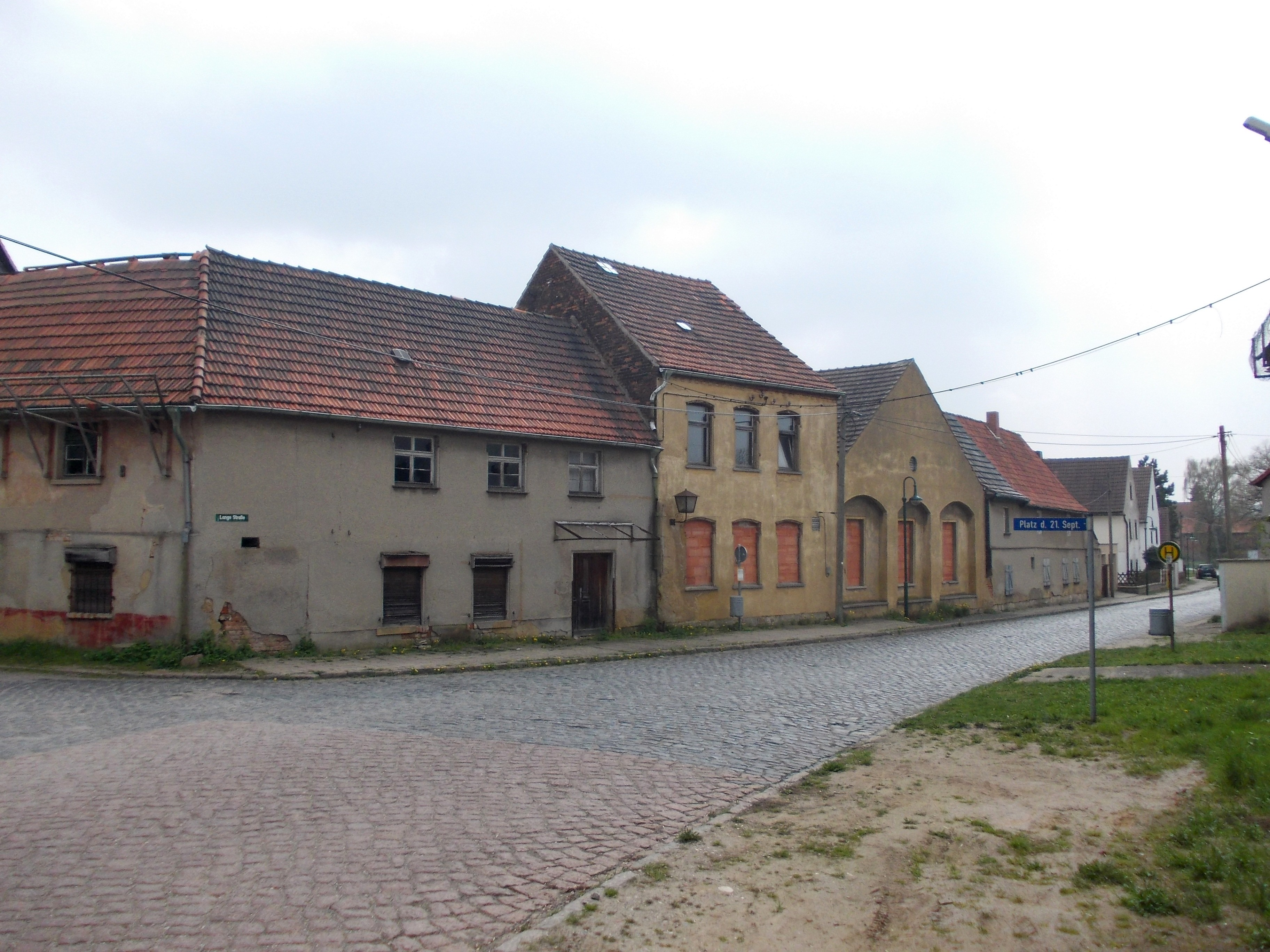
Platz des 21. September in Kreischau

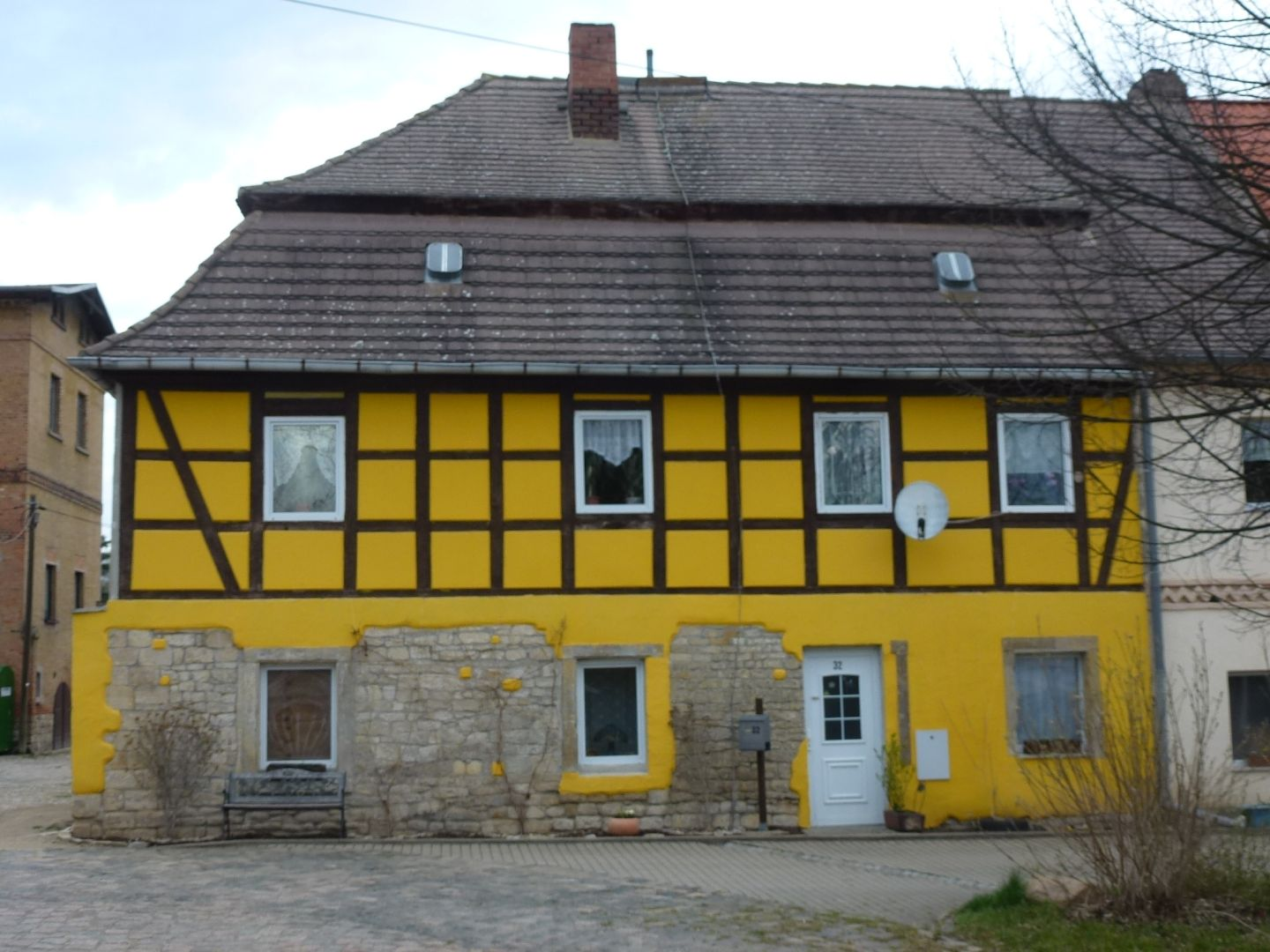
Fachwerkhaus in Kreischau

Kreischau ist eine zum Ortsteil Muschwitz  der Stadt Lützen im Burgenlandkreis in Sachsen-Anhalt gehörige Ortschaft.

## Geografie
Kreischau liegt südöstlich von Lützen zwischen Leipzig und Weißenfels sowie zwischen den Tagebaugebieten von Zwenkau und Profen. Umgeben ist die Ortschaft von umfangreichen landwirtschaftlichen Nutzflächen. Unmittelbar östlich neben Kreischau liegt Pobles. Beide Ortschaften werden durch den Grunaubach getrennt.
Nördlich von Kreischau führt die A 38 vorbei.

## Geschichte
Kreischau befand sich am Nordostrand des kursächsischen Amts Weißenfels (Kreischau: Burgwerbener Gerichtsstuhl, Göthewitz und Wuschlaub: Mölsener Gerichtsstuhl), das zwischen 1656/57 und 1746 zum Sekundogenitur-Fürstentum Sachsen-Weißenfels gehörte.
Durch die Beschlüsse des Wiener Kongresses wurde das Amt Weißenfels im Jahr 1815 dem Königreich Preußen und 1816 speziell dem Regierungsbezirk Merseburg der Provinz Sachsen zugeteilt. Kreischau kam zum Kreis Weißenfels.
Bei der ersten Kreisreform in der DDR wurde Kreischau am 1. Juli 1950 in die Gemeinde Muschwitz eingegliedert. Mit der zweiten Kreisreform am 25. Juli 1952 kam Muschwitz zum Kreis Hohenmölsen im Bezirk Halle, der 1994 im Landkreis Weißenfels und dieser wiederum im Jahr 2007 im Burgenlandkreis aufging.
Am 1. Januar 2010 schlossen sich die bis dahin selbstständigen Gemeinden Muschwitz, Großgörschen, Poserna, Rippach und Starsiedel mit der Stadt Lützen zur neuen Stadt Lützen zusammen.

## Sehenswürdigkeiten
- Kriegerdenkmal